# Aussetzung des Handels
Aussetzung des Handels ist eine Maßnahme der Geschäftsführung einer Börse, die den Börsenhandel mit Handelsobjekten allgemein oder einem bestimmten Handelsobjekt für einen unbestimmten Zeitraum untersagt.
Börsenkurse sind dadurch gekennzeichnet, dass sie mehr oder weniger starken Schwankungen unterliegen. Die Kursbildung beruht auf den unterschiedlichen Vorstellungen der Marktteilnehmer und stellt für diese ein Kursrisiko dar. Wenn die Kursschwankungen und damit Kursrisiken jedoch so groß sind, dass ein ordnungsgemäßer Börsenhandel nicht mehr stattfinden kann, darf die Geschäftsführung in den Handel eingreifen und Kursnotierungen (vorübergehend) untersagen. Auch Direktgeschäfte zwischen Börsenteilnehmern sind dann verboten.

## In Deutschland

### Rechtsgrundlagen
Das Börsengesetz (BörsG) kennt zwei Arten der Kursaussetzung. Die Geschäftsführung einer Börse ist nach § 25 Abs. 1 BörsG befugt, den Handel von Handelsobjekten auszusetzen oder einzustellen:
- Aussetzung des Handels ist vorzunehmen, wenn ein ordnungsgemäßer Börsenhandel zeitweilig gefährdet oder wenn dies zum Schutz des Publikums geboten erscheint;
- Einstellung des Handels ist geboten, wenn ein ordnungsgemäßer Börsenhandel nicht mehr gewährleistet erscheint.

Bei Aussetzung oder Einstellung geht das Gesetz davon aus, dass ein ordnungsgemäßer Börsenhandel nicht mehr stattfinden kann. Ist der Börsengeschäftsführung aufgrund der Mitteilung des Emittenten erkennbar, dass sich die von den Handelsteilnehmern vereinbarten Preise infolge ihrer Informationsdefizite nicht fair und transparent bilden, so ist die Ordnungsmäßigkeit des Börsenhandels nicht mehr gewährleistet. Temporäre Gefährdungen führen zur Aussetzung, länger anhaltende zur länger andauernden Einstellung des Handels.
Beide Maßnahmen führen zur Einstellung der Kursnotiz und sind der Börsenaufsicht und der Bundesanstalt für Finanzdienstleistungsaufsicht (BaFin) zu melden. Die Vorschrift des § 25 Abs. 1 BörsG übernimmt in § 57 die Börsenordnung für die Frankfurter Wertpapierbörse. Danach kann die Geschäftsführung den Handel im regulierten Markt aussetzen, „wenn ein ordnungsgemäßer Börsenhandel zeitweilig gefährdet oder wenn dies zum Schutz des Publikums geboten erscheint.“ Wenn dieser ordnungsgemäße Börsenhandel nicht mehr möglich ist, kann der Handel sogar ganz eingestellt werden.
Nach § 46 Abs. 1 Nr. 5 KWG kann die BaFin die Schließung eines Kreditinstituts für den Verkehr mit der Kundschaft anordnen, wodurch es den Bankkunden nicht mehr möglich ist, Wertpapierorders für die Börse abzugeben.

### Unterbrechungen
Eine so genannte Volatilitätsunterbrechung beim Computerhandelssystem Xetra findet statt, wenn ein möglicher Kurs „außerhalb des dynamischen Preiskorridors“ liegt. Dieser Korridor wird von den Handelssystemen der Börse errechnet, eine Aussetzung des Handels wird den Anlegern unmittelbar mitgeteilt. Volatilitätsunterbrechungen dauern bei Aktien aus dem DAX und Werten der STOXX Europe 50-Indizes drei Minuten, bei allen anderen Wertpapieren fünf Minuten. Der Umfang des Preiskorridors wird nicht veröffentlicht, damit sich die Marktteilnehmer nicht hierauf einstellen können.
Schwanken Kurse über längere Zeit sehr stark, kann die Börsenleitung mit dem Status des „Fast Market“ die Kursnotierungen aussetzen. Dies geschah zuletzt wegen der COVID-19-Pandemie am 16. März 2020.

### Ursachen und Folgen
Auslöser für Eingriffe in den Börsenhandel können sowohl Ereignisse bei einem einzelnen Wertpapier (angekündigte Ad-hoc-Publizität durch Unternehmen), beim Publikum (Panikkäufe und -verkäufe) oder Extremereignisse (Terroranschläge am 11. September 2001) sein. In § 26 WpHG ist vorgeschrieben, dass kursbeeinflussende Tatsachen unmittelbar vor ihrer Veröffentlichung den Börsen und der BaFin mitzuteilen sind. Dadurch erhalten die Börsen etwa 20 Minuten vor der Öffentlichkeit diese Informationen und haben ausreichend Zeit, über eine Kursaussetzung zu entscheiden. Ad-hoc-Mitteilungen sind geeignet, einen erheblichen Kursausschlag herbeizuführen.
Die Unterbrechung des Börsenhandels ist eine Ermessensentscheidung der Börsengeschäftsführung. Ist die Entscheidung der Börsengeschäftsführung zur Kursaussetzung gefallen, erhält der letzte Kurs des betroffenen Wertpapiers den Kurszusatz
```
    
au/ausg
 = ausgesetzt: Die Kursnotierung ist ausgesetzt, ein Ausruf ist nicht gestattet.
```

Der Anleger kann aus einer Kursaussetzung schließen, dass Ereignisse eingetreten sind, die für die Bewertung seines Handelsobjekts maßgeblich sein können. Kursaussetzungen führen dann – anders als bei der Handelsunterbrechung („trading halt“) – zum Erlöschen aller betroffenen Orders (§ 6 Abs. 4 Börsengeschäftsbedingungen). Denn die Marktteilnehmer haben angesichts der veröffentlichten kursbeeinflussenden Tatsachen „kein Interesse mehr an der Ausführung ihrer in Unkenntnis dieser Tatsachen erteilten Kauf- und Verkaufsaufträge“. Wegen der schwerwiegenden Folgen einer Kursaussetzung durch die Börsenorgane ist ein solcher Vorgang die Ausnahme. Nach Kursaussetzung wird mit dem zuletzt festgestellten Kurs begonnen bzw. bei Kursaussetzung vor Börsenbeginn mit dem Schlusskurs des Vortages.

## Zweck
Aussetzungen oder Einstellungen führen zu keinen Umsätzen, so dass die Kauf- und Verkaufsabsichten nicht realisiert werden können. Diese Maßnahmen zielen darauf ab, durch Unterbrechung des Handels die Marktteilnehmer zu beruhigen und ihnen Zeit für die Beschaffung aktueller Informationen zu geben, um das Informationsgleichgewicht wiederherzustellen. Matthias Ecke wies 2005 nach, dass Ereignisse mit Kursaussetzungen durch eine starke Reaktion bei Wiederaufnahme des Handels gekennzeichnet sind. Im Vergleich mit – nicht kursausgesetzten – Ad-hoc-Meldungen zeigen Kursaussetzungen stärkere Ereigniseffekte. Ecke gelangt zu dem Ergebnis, dass Emittenten und Anleger darauf vertrauen können, dass Kursaussetzungen in der Regel nur dann vorgenommen werden, wenn sie mit sehr sensitiven Informationen in Verbindung stehen.
Da starke Kursschwankungen im Rahmen eines Spillovers von der Finanzwirtschaft auch auf die Realwirtschaft übergreifen können, kann eine Kursaussetzung auch Finanz- und Wirtschaftskrisen abschwächen oder gar verhindern.

## In den USA
In den USA ist bei „Trading halts“ oder „Suspensions“ zu unterscheiden, ob die US-Finanzaufsicht Security Exchange Commission (SEC) oder die Börse eine Aussetzung initiiert hat. In den meisten Fällen werden Aussetzungen von den Börsen selbst initiiert. Die Gründe dafür können Verstöße gegen Listing-Bedingungen, gegen handelssegmentspezifische Anforderungen oder gegen Publizitätspflichten sein. Der am meisten zu beobachtende Grund sind anstehende Unternehmensnachrichten. Die SEC hat die Möglichkeit, Aktien bis zu zehn Handelstage vom Börsenhandel auszuschließen. Die Handelsaussetzung bleibt bis 23.59 Uhr des zehnten Handelstages nach der Ankündigung der Aktion bestehen.

## Handelsobjekte
Handelsaussetzungen beschränken sich nicht auf Aktien, sondern können sich auf alle Handelsobjekte erstrecken, so auch auf Staatsanleihen, Leerverkäufe oder Geld. So wurden im Jahr 2002 sowohl in Argentinien als auch Uruguay so genannte Bankfeiertage ausgerufen. Effektiv wurde der Handel mit Geld, Abhebungen und Überweisungen ausgesetzt. Auch in diesen Fällen war die Stabilisierung der jeweiligen Währung das Ziel. Die längerfristige Aussetzung des Handels mit dem einzig allgemein akzeptierten Tauschmittel eines Landes hat fatale Folgen für die arbeitsteilige Wirtschaft: Ohne Tauschmittel kommt die Arbeitsteilung zum Erliegen. In der Regel folgt auf solche Umständen eine allgemeine Verelendung.

## Kritik
Befürworter sehen in der Aussetzung des Handels mit Wertpapieren einzelner Unternehmen einen Anlegerschutz. So wird der Handel mit Aktien eines Unternehmens ausgesetzt, wenn dieses Unternehmen Pflichtmitteilungen zu tätigen hat, die einen erheblichen Einfluss auf den Kurs haben können wie z. B. Insolvenzanträge, Fusionen eines Unternehmens oder Unternehmensübernahmen. Hierzu bekommen die Kontrollorgane die Pflichtmitteilung vor der Veröffentlichung und können den Handel aussetzen, bevor die Nachricht bekannt wird.
Kritiker sehen in Aussetzungen des Handels einen Widerspruch zur Idee des wirtschaftlichen Liberalismus, da dort Märkte frei von Beeinflussung sein sollen. Häufig wird der Handel eines bestimmten Wertpapiers oder gleich aller Wertpapiere an einer Wertpapierbörse ausgesetzt. Die Begründung dafür ist, dass bei steigenden Kursen Wertpapiere gekauft werden, womit der Kurs noch weiter steigt, und dass bei fallenden Kursen Wertpapiere verkauft werden, womit der Kurs noch weiter fällt. Die Nichtaussetzung von Kursen hat möglicherweise trendverschärfende Effekte.